# Lisa Faccioli
Lisa Faccioli (Legnago, 6 maggio 1992) è una calciatrice italiana, di ruolo difensore.

## Tecnica
Dall'inizio carriera schierata nel reparto difensivo, ricopre il ruolo di difensore centrale ma con propensione alla manovra d'attacco, riuscendo a realizzare almeno una rete in tutte le stagioni disputate.

## Carriera
Lisa Faccioli si appassiona al gioco del calcio fin da piccola, grazie alla passione del padre direttore sportivo del Cologna Veneta nei primi anni duemila. Dopo aver giocato con i maschietti, raggiunta la massima età consentita dalla federazione, a 14 anni si tessera con il San Martino, squadra di San Martino Buon Albergo nella cui sezione femminile debutta in Serie B, allora terzo livello del campionato italiano femminile di calcio.
Nel San Martino rimane due stazioni quando, notata dagli osservatori dell'emergente Frutta Più Verona, decide di trasferirsi alla squadra scaligera, il cui presidente Zeno Biondani ha progetti per scalare velocemente le classifiche per proporsi in campionati più importanti e le propone un posto da titolare. Faccioli rimane due stagioni, conquistando al termine del campionato 2008-2009 la prima posizione del Girone B con 66 punti a pari merito con il Südtirol Vintl Damen, sfiorando la promozione in Serie A2 persa ai Play-off contro le altoatesine, e conquistando la Coppa Italia di Serie B 2008-2009. Nella successiva stagione 2009-2010 la Frutta Più, inserita nel Girone A, pur giocando un campionato di vertice, al termine conquisterà la terza posizione vedendo sfumato per la seconda volta il passaggio di categoria.
Durante il calciomercato estivo 2010 trova un accordo con il Fortitudo Mozzecane cogliendo l'occasione del salto di categoria sfuggitale per giocare in Serie A2 nazionale dalla stagione entrante. Al suo secondo anno con la squadra di Mozzecane condivide con le compagne la storica promozione in Serie A della società, conquistando il 1º posto del girone A al termine della stagione 2011-2012 con tre punti sulla inseguitrice Fiammamonza 1970, squadra che ritroverà in Serie A ripescata a completamento organico per la rinuncia del Siena. L'avventura nella massima serie del campionato italiano dura però solo una stagione, impari nel confronto delle avversarie tecnicamente più dotate, retrocedendo al termine del campionato 2012-2013. Faccioli rimane con le mozzecanesi fino al termine della stagione 2014-2015, congedandosi dalla società con un tabellino personale di ben 33 reti siglate su 118 incontri di campionato disputati.
Nell'estate 2015 decide di intraprendere una nuova avventura sportiva firmando un contratto con il Fimauto Valpolicella di San Pietro in Cariano, società che dopo una sola stagione di Serie A con la denominazione Valpo Pedemonte punta al ritorno nella massima serie. Faccioli condivide il percorso delle rossoblu che vede nella stagione 2015-2016 arrivare nel girone A del campionato di Serie B in seconda posizione, a due soli punti dietro il Como 2000, e ai quarti di finale di Coppa Italia. La promozione è rimandata solo di una sola stagione, arrivando al termine del campionato di Serie B 2016-2017 con 71 punti al primo posto, questa volta del girone C, grazie alle 23 vittorie, 2 pareggi e una sola sconfitta, staccando di due punti le inseguitrici dell'Inter Milano. Con 17 reti su 25 presenze Faccioli è la seconda marcatrice per il Valpo in campionato, dietro solo alla compagna Valentina Boni.
Il ritorno in Serie A della squadra coincide con una maggiore sinergia con il Chievo maschile, che da anni aveva avviato una collaborazione con il Valpo, che per la stagione entrante utilizza le tenute di gioco e la grafica del Chievo unita allo storico sponsor Fimauto. Con un organico ulteriormente rinforzato Faccioli e compagne affrontano il campionato mantenendo posizioni di media classifica, raggiungendo la matematica salvezza con il pareggio per 1-1 con il San Zaccaria alla sedicesima giornata e terminando al sesto posto con 26 punti, uno in più delle rivali dell'AGSM Verona. Durante il campionato Faccioli viene impiegata in tutti i 22 incontri, avendo occasione di segnare due reti, la prima il 28 ottobre 2017, alla terza giornata, dove apre le marcature nel derby di andata terminato sull'1-1 con l'AGSM Verona, e la seconda il 24 marzo 2018, nell'incontro il trasferta perso 4-2 con le vicecampionesse del Brescia. A questi si aggiungono le tre presenze e la rete siglata al Pro San Bonifacio nel ritorno di Coppa Italia che riporta la partita sul parziale di 1-1, incontro poi terminato 3-1 per le gialloblu.
Faccioli conferma la sua presenza anche per la stagione successiva, dove la società si iscrive con la nuova denominazione di ChievoVerona Valpo.
Dopo la dichiarazione del termine della collaborazione tra Chievo e Valpolicella e la conseguente non iscrizione della squadra al campionato successivo, svincolata, durante il calciomercato estivo 2019 Faccioli ritorna alla Fortitudo Mozzecane dopo quattro stagioni di assenza.

## Palmarès
- Campionato italiano di Serie A2: 1

Fortitudo Mozzecane: 2011-2012
- Campionato italiano di Serie B: 1

Valpolicella: 2016-2017